# 岡本雄司
 岡本 雄司（おかもと ゆうじ、1971年 - ）は、日本の画家、絵本作家である。
神奈川県出身。東京芸術大学美術学部デザイン科卒。大学卒業後、主に木版画の技法を用いて、駅や街並をテーマにした作品を発表している。現在、尚美学園大学情報表現学科教授。大学では主にデッサン、グラフィックデザインに関する講義を受け持つ。卒業制作展デザイン賞受賞。

## 略歴
- 1971年：神奈川県に生まれる[2]
- 1994年：東京芸術大学美術学部デザイン科卒業[2]
- 1996年：同大学大学院美術研究科修了[2]
- 1999年：同大学大学院博士課程満期退学[2]
- 2003年：文星芸術大学デザイン専攻助手就任
- 2005年：尚美学園大学専任講師就任
- 2009年：「でんしゃにのったよ」を福音館書店より刊行

## 主な作品
- 小湊鉄道駅日和（ポストカード、版画本）[4][1]
- 四ツ谷駅（版画、2007年から2011年に四ツ谷駅改札口に展示）[1]
- でんしゃにのったよ（こどものとも絵本）福音館書店、2013年
- くるまにのって（こどものとも年少版2014年5月号）福音館書店、2014年